# Marie Rosenmir
Berit Gunilla Marie Rosenmir, född 25 april 1973 i Landeryds församling, Östergötlands län, är en svensk diplomorganist, dirigent och operasångare (sopran).

## Biografi
Marie Rosenmir studerade orgel vid Kungliga Musikhögskolan i Stockholm 1991–1993. Efter vidare studier vid Musikhögskolan i Göteborg avlade hon solistdiplom i orgel 1996. Parallellt med diplomutbildningen studerade hon även dirigering och körpedagogik. 1998–2002 gick hon dirigentutbildningen vid Kungliga Musikhögskolan i Stockholm. 2004–2005 studerade Rosenmir på fortbildningen vid Operahögskolan i Stockholm. Bland hennes roller kan nämnas Aricia i Rameaus Fedra (Hippolyte et Aricie) vid Folkoperan i Stockholm 2005 och Juliette i Gounods Roméo et Juliette, likaså vid Folkoperan. Rosenmir vann första pris och publikens pris i Malmö Vocal Competition 2004.
Hon är medlem i projektet Inversion, som är ett samarbete mellan tre dirigenter och tre tonsättare som alla är kvinnor. Rosenmir har tilldelats ett flertal större stipendier, bland andra Linköpings kommuns kulturstipendium, Östergötlands läns kulturstipendium, Kungliga Musikaliska Akademiens stora utlandsstipendium i både orgel och dirigering samt Crusellstipendiet (2011). Hon är vinnare av Svenska dirigentpriset 2006.
Rosenmir har tjänstgjort som vikarierande domkyrkoorganist i Linköpings domkyrkoförsamling. 
Rosenmir var den 10 december 2016 dirigent vid Nobelprisutdelningen i Stockholms konserthus.
Rosenmir var dirigent under musiklägret Side by Side år 2018.